# Omloop van het Houtland 2017
L'Omloop van het Houtland 2017, settantaduesima edizione della corsa, valido come evento dell'UCI Europe Tour 2017 categoria 1.1, si svolse il 20 settembre 2017 per un percorso di 195,3 km, con partenza ed arrivo a Lichtervelde, in Belgio. Fu vinto dal belga Tom Devriendt, che terminò la gara in 4h15'42" alla media di 45,83 km/h, precedendo il connazionale Maarten Wynants e l'olandese Brian van Goethem, piazzatosi terzo.
Dei 135 ciclisti iscritti furono in 134 a partire e in 106 a completare la gara.

## Squadre partecipanti
| N.    | Cod. | Squadra                      |
| ----- | ---- | ---------------------------- |
| 1-7   | LTS  | Lotto-Soudal                 |
| 11-18 | TLJ  | Team Lotto NL-Jumbo          |
| 21-28 | SUN  | Team Sunweb                  |
| 31-38 | RNL  | Roompot-Nederlandse Loterij  |
| 41-48 | SVB  | Sport Vlaanderen-Baloise     |
| 51-58 | VWC  | Vérandas Willems-Crelan      |
| 61-68 | WGG  | Wanty-Groupe Gobert          |
| 71-78 | WVA  | WB Veranclassic Aqua Protect |
| 81-87 | BDC  | Baby-Dump Cyclingteam        |

| N.      | Cod. | Squadra                   |
| ------- | ---- | ------------------------- |
| 91-98   | CIB  | Cibel-Cebon               |
| 101-108 | LPC  | Leopard Pro Cycling       |
| 111-118 | MET  | Metec-TKH                 |
| 122-127 | PSV  | Pauwels Sauzen-Vastgoeds. |
| 131-138 | RLM  | Roubaix-Lille Métropole   |
| 141-148 | TIS  | Tarteletto-Isorex         |
| 151-158 | TCO  | Team Coop                 |
| 161-168 | CCD  | Differdange-Losch         |
| 171-178 | UXT  | Uno-X Hydrogen Dev. Team  |

## Ordine d'arrivo (Top 10)
| Pos. | Corridore          | Squadra           | Tempo    |
| ---- | ------------------ | ----------------- | -------- |
| 1    | Tom Devriendt      | Wanty-Gobert      | 4h15'42" |
| 2    | Maarten Wynants    | Lotto-Jumbo       | s.t.     |
| 3    | Brian van Goethem  | Roompot           | s.t.     |
| 4    | André Greipel      | Lotto-Soudal      | a 8"     |
| 5    | Max Walscheid      | Team Sunweb       | s.t.     |
| 6    | Bert Van Lerberghe | Sport Vlaanderen  | s.t.     |
| 7    | Alexander Geuens   | Pauwels Sauzen    | s.t.     |
| 8    | Joeri Stallaert    | Cibel–Cebon       | s.t.     |
| 9    | Jelle Mannaerts    | Tarteletto-Isorex | s.t.     |
| 10   | Timothy Dupont     | Veranda's         | s.t.     |